# Simple Plan
Simple Plan – kanadyjska grupa pop punkowa.
Zespół swoje początki miał w grupie Reset, która została założona w 1992 roku. Należeli do niej Chuck Comeau i Pierre Bouvier. W 1997 Reset wydał swoją pierwszą płytę. Niedługo po tym, Chuck opuścił zespół, aby uczyć się dalej w college’u. Jednak dwa lata później z Jeffem i Sebastianem (chodzili razem do szkoły) założyli zespół. Tak powstał Simple Plan. Do trójki członków zespołu dołączył również Pierre. Nie chciał on jednak grać na gitarze, tylko śpiewać, aby mieć większą swobodę ruchu. Potrzebowano więc jeszcze basisty, którym został David Desrosiers. Nazwa Simple Plan wywodzi się z filmu o tym samym tytule. Z początku miała to być nazwa robocza, jednak została tak na stałe.
Z początku Simple Plan grywał tylko na różnych festiwalach punk-rockowych jak Warped Tour 2001, Edge Fest II i Toronto Snow Jam.

## Skład
- Pierre Bouvier (wokal, czasami gitara)
- David Desrosiers (bass, chórki, drugi wokal)
- Chuck Comeau (perkusja)
- Jeff Stinco (gitara prowadząca)
- Sébastien Lefebvre (gitara rytmiczna i chórki)

## Dyskografia

### Albumy studyjne
- 2002: No Pads, No Helmets… Just Balls
- 2004: Still Not Getting Any…
- 2008: Simple Plan
- 2011: Get Your Heart On
- 2013: Get Your Heart On - The Second Coming!
- 2016: Taking One For The Team

### Albumy koncertowe
- 2002: Live in Japan 2002
- 2005: MTV Hard Rock Live

## Wideografia
- 2003: A Big Package for You (DVD/CD)

## Muzyka filmowa
- I’d Do Anything – „Maybe It's Me”, „Gorąca laska”,
- Grow Up – „Scooby-Doo”, „The Real Cancun”
- The Worst Day Ever – „Zatrzymani w czasie”
- I’m Just a Kid – „Nowy”, „Fałszywa dwunastka”, „Grind”
- Surrender – „Małolaty u Taty”, „Fantastyczna Czwórka”
- Happy Together – „Zakręcony piątek”,
- Don't Wanna Think About You – „Scooby-Doo 2: Potwory na gigancie”
- Vacation – „Nowy Jork, nowa miłość”
- Perfect (wersja akustyczna) – „Wyznania małoletniej gwiazdy”
- Welcome to My life – „Tajemnice Smallville”, „American Pie”
- Untitled – „Tajemnice Smallville”
- Crash And Burn – „Egzamin dojrzałości”
- Promise – „Drużyna specjalnej troski”
- What's New Scooby-Doo – song theme – „Co nowego u Scooby’ego?”
- My Christmast List – „Odlotowe dzieciaki”
- I Can Wait Forever – LaMb
- Me Against The World - „Czarodziejki”

## Single
| Rok  | Piosenka                                               | Miejsce | Miejsce  | Miejsce | Miejsce | Miejsce | Miejsce | Miejsce | Miejsce | Miejsce | Album                           |
| Rok  | Piosenka                                               | U.S.    | U.S. Pop | UK      | CAN     | AUS     | BRA     | SPA     | FRA     | PHI     | Album                           |
| ---- | ------------------------------------------------------ | ------- | -------- | ------- | ------- | ------- | ------- | ------- | ------- | ------- | ------------------------------- |
| 2002 | „I’m Just a Kid”                                       | —       | —        | —       | —       | —       | —       | —       | —       | 7       | No Pads, No Helmets… Just Balls |
| 2002 | „I’d Do Anything”                                      | 51      | —        | 78      | —       | 92      | —       | —       | —       | 10      | No Pads, No Helmets… Just Balls |
| 2003 | „Addicted”                                             | 45      | —        | 63      | —       | 10      | —       | —       | —       | 1       | No Pads, No Helmets… Just Balls |
| 2003 | „Perfect”                                              | 24      | —        | —       | —       | 6       | 1       | —       | —       | 1       | No Pads, No Helmets… Just Balls |
| 2004 | „Don't Wanna Think About You"                          | —       | —        | —       | —       | —       | —       | —       | —       | —       | Scooby-Doo 2 Soundtrack         |
| 2004 | „Welcome to My Life”                                   | 40      | —        | 49      | 1       | 7       | 9       | 1       | 12      | 1       | Still Not Getting Any…          |
| 2005 | „Shut Up!”                                             | 99      | 53       | 44      | 12      | 14      | 7       | 14      | —       | 1       | Still Not Getting Any…          |
| 2005 | „Untitled (How Could This Happen to Me?)”              | 49      | 23       | 183     | 3       | 9       | 39      | 1       | —       | 1       | Still Not Getting Any…          |
| 2005 | „Crazy"                                                | —       | —        | 105     | 4       | 32      | 5       | 5       | 38      | 3       | Still Not Getting Any…          |
| 2006 | „Perfect World"                                        | —       | —        | —       | —       | —       | 73      | —       | —       | 16      | Still Not Getting Any…          |
| 2007 | „When I'm Gone”                                        | —       | 93       | 26      | 11      | 14      | 6       | 12      | —       | 10      | Simple Plan                     |
| 2008 | „Your Love Is a Lie”                                   | 108     | 53       | 63      | 16      | 33      | 21      | —       | —       | —       | Simple Plan                     |
| 2008 | „Save You”                                             | —       | —        | —       | —       | —       | —       | —       | —       | —       | Simple Plan                     |
| 2008 | „I Can Wait Forever"                                   | —       | —        | —       | —       | —       | —       | —       | —       | —       | Simple Plan                     |
| 2011 | „Can't Keep My Hands Off You” (featuring Rivers Cuomo) | —       | —        | —       | 70      | 45      | —       | —       | —       | —       | Get Your Heart On!              |
| 2011 | „Jet Lag” (featuring Natasha Bedingfield               | —       | —        | —       | 11      | 8       | —       | —       | 11      | —       | Get Your Heart On!              |
| 2011 | „Astronaut"                                            | —       | —        | —       | —       | —       | —       | —       | —       | —       | Get Your Heart On!              |
| 2012 | „Summer Paradise” (featuring K’naan i Sean Paul)       | —       | —        | —       | 9       | 4       | —       | —       | —       | —       | Get Your Heart On!              |